# Antoni Święch
Antoni Święch (ur. 1856 w Brzezinie koło Ropczyc, zm. 10 października 1931 roku w Zakopanem) – snycerz, nauczyciel.
W roku 1882 ukończył Szkołę Przemysłu Drzewnego w Zakopanem na oddziale snycerstwa i od razu podjął w szkole pracę  jako nauczyciel. W 1886 został wysłany przez szkołę do Wiednia na wystawę szkół przemysłowych. W 1917 został nauczycielem rzeczywistym i kierował oddziałem snycerskim. Od roku 1901 przez dwie kadencje wchodził w skład rady gminnej. Działał również w Towarzystwie Muzycznym. Był znakomitym fotografem. Dzięki niemu zachowało się setki szklanych klisz w archiwum szkoły. W 1925 roku sparaliżowany odszedł na emeryturę. Zmarł w 1931 roku i został pochowany na Nowym Cmentarzu w Zakopanem